# 上布伦巴泰
上布伦巴泰（義大利語：Brembate di Sopra）是意大利贝加莫省的一个市镇。总面积4平方公里，人口7768人，人口密度1942.0人/平方公里（2009年）。国家统计（ISTAT）代码为016038。